# 流通盤
「流通盤」（りゅうつうばん）は、シドの1作目のシングルである。

## 概要
- 喪服時代最後のシングル。もともとは会場盤として販売していたが、人気が殺到し、通販盤、流通盤発売にいたる。
- 前回のシングルから一曲のみ新曲を追加。
- 「青」「私は雨」はアルバムのものとは違いがある。
- このシングルを発売した頃にアメリカへライヴに招待された。また、HOT WAVEに出演するなどと初のTV出演も果たした。

## 収録内容
| 全作詞: マオ。 |                          |      |          |
| #              | タイトル                 | 作詞 | 作曲     |
| 1.             | 「青」                   | マオ | 御恵明希 |
| 2.             | 「私は雨」               | マオ | しんぢ   |
| 3.             | 「ノイロヲゼパアティー」 | マオ | 御恵明希 |

## 楽曲解説
1. ノイロヲゼパアティー
新曲。このシングルの中で唯一の激しい曲である。｢ライブハウスツアー「いちばん好きな場所2010」スペシャル公演-ペア限定リクエストカウントダウンLIVE-｣で2位になった。この曲が喪服時代最後の曲（CDに収録された音源のみ）となっている。他の2曲が1stアルバム『憐哀 -レンアイ-』に収録されたが、この曲は流通盤以外に収録されておらず、CD特典DVDやライブDVD[注釈 1]にも収録されていない。また、この曲以降は衣装を喪服からスーツへと変更している。

## 収録アルバム
1. 青
  - 1stスタジオ・アルバム『憐哀 -レンアイ-』
2. 私は雨
  - 1stスタジオ・アルバム「憐哀 -レンアイ-」
3. ノイロヲゼパアティー
  - なし